# Tramlijn 's-Hertogenbosch Hinthamereinde - 's-Hertogenbosch SS
De tramlijn 's-Hertogenbosch Hinthamereinde - 's-Hertogenbosch SS is een voormalige tramlijn in de Nederlandse stad 's-Hertogenbosch. 

## Geschiedenis
De lijn werd geopend op 24 november 1881. De Stoomtramweg-Maatschappij 's-Bosch - Helmond exploiteerde de lijn met een paardentram. Als gevolg van financiële problemen ging de Stoomtramweg-Maatschappij 's-Bosch - Helmond in 1918 op in de Stoomtram 's-Hertogenbosch - Helmond - Veghel - Oss. Tegelijk werd de lijn gesloten en opgebroken.